# Södermanlands runinskrifter 60
Södermanlands runinskrifter 60 är en vikingatida runsten av granit i vid Husbygård i Husby-Oppunda socken och Nyköpings kommun i Södermanland. Den är 1,9 meter hög, 1,1 meter bred och upp till 40 cm tjock. Runhöjden är 7-8 cm. Stenen är flyttad och har tidigare stått norr om Ramsta gård. Den flyttades i början av 1860-talet till sin nuvarande plats och restes där i slutet av 1870-talet.

## Inskriften
Translitterering av runraden:
auþa : auk : ika · auk · erintis · þriþi · hafa · muþk-... -þ um · karua · stain ra--... itiR · suain · faþur : sin · auk · at kuþfast · bruþr · sin · han uaR : sun : auþuR
Normalisering till runsvenska:
Auða ok Inga ok Ærindis, þriði, hafa møðg[uR] [i]ð um gærva stæin ræ[isa](?) æftiR Svæin, faður sinn, ok at Guðfast, broður sinn. Hann vaR sunn AuðuR.
Översättning till nusvenska:
Öda och Inga och Arindis, den tredje, hava id om att göra stenvårdar (minnesvården) efter Sven, sin fader, och efter Gudfast, sin broder. Han var son till Öda.